# École normale supérieure de Lyon
École normale supérieure de Lyon (ENS Lyon) er en fransk grande école beliggende i byen Lyon. Det er en af de fire prestigefyldte écoles normales supérieures i Frankrig. Skolen består af to akademiske enheder - kunst og naturvidenskab - med campusser i Lyon, nær sammenløbet af floderne Rhône og Saône. 
ENSL-studerende har normalt en særlig status som tjenestemænd efter mange udvælgelsesprøver, forudsat at de fortsætter deres tjenestemandskarriere. 

## Berømte kandidater
- Christine and the Queens, fransk sangerinde og singer-songwriter
- Maurice Merleau-Ponty, fransk eksistentiel fænomenolog